# Oleggio
Oleggio är en ort och kommun i provinsen Novara i regionen Piemonte i Italien. Kommunen hade 14 156 invånare (2018).